# Kandangmukti
Kandangmukti is een bestuurslaag in het regentschap Garut van de provincie West-Java, Indonesië. Kandangmukti telt 4065 inwoners (volkstelling 2010).